# Станіславський маяк
Станіславський маяк, або Малий Аджигольський маяк — діючий створний маяк (провідний вогонь), розташований на бетонному пірсі на крихітному острівці на відстані близько 7 кілометрів (4,3 милі) на захід північний захід від села Рибальче та близько 35 кілометрів (22 миль) від Херсона. Назва маяка походить від села Станіслав, навпроти якого він розташований.

## Призначення

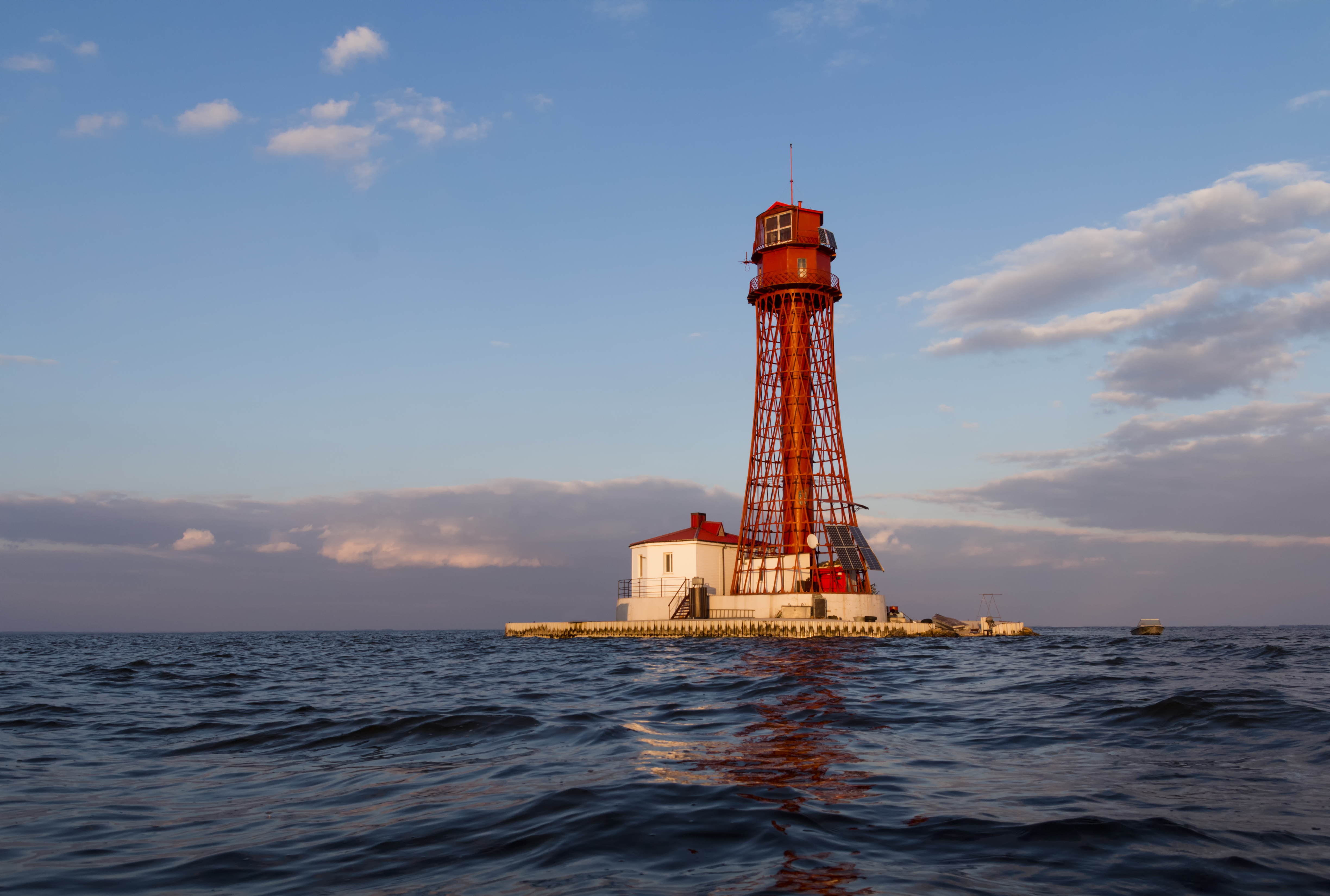
Станіславський маяк

Разом із Аджигольським маяком, розташованим за 6,49 км (4,03 милі) 109° від нього, служить засобом навігації для суден, що заходять у гирло Дніпра.

## Конструкція
Маяк являє собою вертикальну ґратчасту гіперболоїдну конструкцію зі сталевих стрижнів. Спроєктований у 1910 році Володимиром Шуховим. Рубка спостереження оточена ґратами. Поруч із маяком побудований одноповерховий будинок для персоналу з обслуговування.
До маяка можна дістатися лише човном. Острів відкритий для відвідувачів, проте сам маяк закритий для відвідування цивільними особами.